# پیت سمپراس
پیت سمپراس (۱۲ اوت ۱۹۷۱) تنیس‌باز بازنشستهٔ آمریکایی است که در گذشته عنوان تنیس‌باز شمارهٔ یک جهان را داشت. او در طول دوران ۱۵ سالهٔ ورزشیش، مقام قهرمانی ۱۴ گرند اسلم تک‌نفره را به خود اختصاص داد و به‌عنوان یکی از بزرگترین تنیسورهای تمام دوران شناخته شد. در دهه ۹۰ سمپراس به مدت ۲۸۶ هفته متوالی در جدول رده‌بندی تنیس بازان مرد جهان مقام نخست را در اختیار داشت.

## فعالیت حرفه‌ای
سمپراس نخستین حضور حرفه‌ایش را در سال ۱۹۸۸ تجربه کرد و آخرین حضورش در تورنمنتی در سال ۲۰۰۲ بود که با شکست آندره آغاسی در فینال آن، قهرمان مسابقات آزاد آمریکا (یواس اوپن) در آن سال شد. او به مدت شش سال متوالی از ۱۹۹۳ تا ۱۹۹۸ در صدر جدول برترین تنیسورهای جهان قرار داشت. دیگر رکورد او قهرمانی هفت دوره مسابقات تک‌نفرهٔ مسابقات تنیس ویمبلدون بود. سمپراس همچنین برای ۲۸۶ هفته در صدر جدول برترین تنیسورها قرار داشت. او در پنج عنوان قهرمانی یو اس اوپن نیز با دیگر تنیسورهای شمارهٔ یک سابق جهان یعنی جیمی کانرز و راجر فدرر مشترک است.

## رکوردها
پیت سمپراس در سال ۱۹۹۰ و در حالی که تنها ۱۹ سال داشت و در حالی که با سخت‌ترین قرعه ممکن روبرو شد، توانست در فینال به مصاف آندره آغاسی رفته و برنده اوپن آمریکا شود. بدین ترتیب او جوان‌ترین قهرمان تاریخ اوپن آمریکا شد.
پیت سمپراس آخرین تنیس‌باز مرد آمریکایی است که موفق به کسب قهرمانی در مسابقات ویمبلدون در سال ۲۰۰۰ و ATP World Tour Finals در سال ۱۹۹۹ گردید.